# الزاوية الحراقية
الزاوية الحراقية أو زاوية الحراق هي زاوية ومسجد ومعلمة دينية صوفية توجد بمدينة تطوان في المغرب. تعتبر من أهم المواقع الدينية في المدينة القديمة لتطوان واشتهرت، علاوة على وظيفتها الدينية، باهتمامها بالطرب والموسيقى الدينية، خصوصا المديح النبوي.
هي المقر الرئيسي للطريقة الحراقية التي أسسها محمد الحراق في النصف الأول للقرن التاسع عشر (بنيت بين سنتي 1244 و1245 هجرية).

## تاريخ
ترجع أصول محمد الحراق إلى مدينة شفشاون، المجاورة لتطوان، والتي ولد فيها سنة 1772. انتقل إلى فاس لطلب العلم بجامعة القرويين وتخرج منها عالما. اشتهر في فاس بمجالسه العلمية التي كان يحضرها أناس من مشارب مختلفة: أعيان، علماء وطلبة علم. كانت حلقاته العلمية غير نخبوية بحيث كانت مفتوحة للأغنياء والفقراء على حد سواء.
بلغت شهرته السلطان المولى سليمان، الذي أمر بتعيينه لإلقاء الدروس العلمية في جامع تطوان الأعظم، بعد إعادة بنائه وتوسيعه من طرف السلطان. هناك استمر في إلقاء دروسه وتأطير حلقات ذكر وتصوف ووجهت بمعارضة من القاضي الحايك خطيب المسجد الذي كان يرفض أشكال التصوف المرافقة بالجذب والرقص داخل المسجد.

تطورت الأمور إلى درجة قيام القاضي الحايك بضرب الفقراء وطردهم من المسجد. أدت هذه الحادثة إلى غضب محمد الحراق ودفعه إلى التفكير لبناء زاوية خاصة به ومريديه. يروي محمد داوود في كتابه النور البراق، نقلا عن روايات المريدين الحراقيين:
"استخار الله في ذلك وطلب منه سبحانه أن يهديه إلى المكان المناسب، فكشف الله له عن عمود من النور قائم من الأرض، ثم ارتفع إلى السماء فأخذ يتبع العمود إما بالهمة والفكر والإرادة، وإما بالقدم والسعي، فإذا بالعمود يصعد من أسس الزاوية الحالية اتجاه باب المقابر من تطوان."
كان موقع بناء الزاوية يحوي منزلا مهجورا وقام بشرائه أحد مريدي محمد الحراق الميسورين يدعى توكورت، وهو من أبناء منطقة بني سعيد، ضواحي تطوان، وكان مقيما في طنجة وانتقل لتطوان لمجاورة الحراق. قام توكورت بتحبيس العقار لفائدة الشيخ الحراق وتحبيس جزء من ماله لتغطية مصاريف البناء وتدبير شؤون الزاوية في ما بعد.

## شخصيات مرتبطة بالزاوية الحراقية
- عبد اللطيف بنمنصور : من أعلام فن السماع والمديح والموسيقى الأندلسية بالمغرب.
- عبد السلام الخلوفي: باحث موسيقي وفنان مغربي مهتم بالموسيقى الصوفية والسماع والمديح.
- عبد الصادق شقارة: من أهم مغنيي الطرب الأندلسي المغربي.[2]